# Ane Sofie Hammeken
Ane Sofie „Anso“ Karen Hammeken (geb. Guldager; * 4. Juli 1939 in Ilulissat; † 20. Dezember 2012 in Ittoqqortoormiit) war eine grönländische Politikerin (Siumut).

## Leben
Ane Sofie Hammeken war die Tochter des Ladenberaters Julius Peter Sakæus Guldager (1906–1981) und seiner zweiten Frau Johanne Marianne Agathe Jørgensen (1915–1979). Am 26. Dezember 1956 heiratete sie den Schulinspektor und späteren Politiker Aage Hammeken (1934–1986).
Ane Sofie Guldager besuchte von 1954 bis 1956 die Efterskole. Von 1970 bis 1975 war sie in Ittoqqortoormiit im Laden angestellt. Anschließend wurde sie Assistentin im Gemeindebüro. Von 1987 bis 1990 war sie Hilfslehrerin. Seit 1975 war sie nebenher Organistin.
Ane Sofie Hammeken wurde 1979 erstmals in den Rat der Gemeinde Ittoqqortoormiit gewählt. Sie kandidierte erstmals bei der Parlamentswahl 1987, sowohl als Erste Stellvertreterin von Jonas Danielsen als auch selbst. Jonas Danielsen wurde gewählt und als er 1989 zurücktrat, übernahm Ane Sofie Hammeken seinen Sitz im Inatsisartut. Sie trat bei der Wahl 1991 erneut an und wurde direkt gewählt. 1993 wurde sie zur Bürgermeisterin der Gemeinde Ittoqqortoormiit ernannt. Bei der Parlamentswahl 1995 verlor sie ihren Sitz an den jungen Jens Napaattooq.
1997 wurde sie Ladenberaterin, bevor sie 1999 pensioniert wurde. Ab 1998 war sie Mitglied im Gesangschor Ilulissat Nipaa. Ane Sofie Hammeken starb 2012 im Alter von 73 Jahren und hinterließ 6 Kinder, 25 Enkelkinder und 22 Urenkel.